# Председничка кампања Доналда Трампа 2016.
Председничка кампања Доналда Трампа 2016. званично је покренута 16. јуна 2015. у Трамповом торњу у Њујорку. Трамп је био републикански кандидат за председника Сједињених Држава на изборима 2016. године, пошто је освојио већину државних предизбора, кокуса и делегата на Републиканској националној конвенцији 2016. године . Одабрао је Мајка Пенса, тадашњег гувернера Индијане, за свог потпредседничког кандидата. Трамп и Пенс су 8. новембра 2016. изабрани за председника и потпредседника Сједињених Држава. Трампове популистичке позиције о илегалној имиграцији и разним трговинским споразумима, као што је Транс-пацифичко партнерство, донеле су му подршку посебно међу бирачима који су били мушкарци, белци, плави овратници, радничка класа и они без факултетске дипломе. Многи гласачи у Појасу рђе, који су Трампу дали електорске гласове потребне за победу на председничким изборима, прешли су са подршке Бернија Сандерса на Трампа након што је Хилари Клинтон победила на номинацији демократа.
Многе Трампове примедбе биле су контроверзне и помогле су његовој кампањи да добије широку покривеност у мејнстрим медијима, темама у тренду и друштвеним мрежама. Трампови предизборни скупови привукли су велике масе, као и јавну контроверзу. Неке од догађаја обележили су инциденти насиља између Трампових присталица и демонстраната, малтретирање неких новинара и ометање велике групе демонстраната који су практично затворили велики митинг у Чикагу. Сам Трамп је оптужен да је подстицао насиље на својим скуповима.
Трампов презир према политичкој коректности била је главна тема његове кампање и показала се популарном међу његовим присталицама. Многи, укључујући неке главне коментаторе и неке истакнуте републиканце, сматрали су га апелантом на расизам, оптужбу коју је Трамп више пута негирао. Трампови предлози који су највише поларизовани и нашироко извештавани односили су се на питања имиграције и безбедности граница, посебно на његову предложену депортацију свих илегалних имиграната, предложену изградњу значајног зида на граници између Мексика и Сједињених Држава о трошку Мексика, његове карактеристике многих илегалних мексичких имиграната као "криминалци, дилери дроге, силоватељи, итд", и привремена забрана уласка страним муслиманима у САД. Након значајне реакције, касније је модификовао „Трампову забрану путовања “ тако да се односи на људе који потичу из земаља за које је описао да имају историју тероризма против Сједињених Држава или њихових савезника. Ово је такође критиковано због искључивања земаља са којима САД имају значајне финансијске везе, као што је Саудијска Арабија.
Противљење Трампу је расло током његове кампање међу Републиканцима (који су Трампа сматрали неповратно штетним по странку и њене шансе да победи на изборима током и након 2016. године, што је довело до удруживања покрета Стоп Трамп) и Демократа (који су осудили Трампов антиимигрантски став и антимуслиманска политика, његово понашање према критичарима, његов третман према медијима и његова подршка етнонационалистичке алт-деснице). Иако су неки истакнути републикански лидери одбили да подрже Трампа након што је добио републиканску номинацију, многи републикански чланови конгреса показали су подршку Трампу и његовим политичким позицијама упркос великим личним или политичким сукобима са њим. Неке такве присталице Трампове кампање оптужили су, и конзервативци и либерали, да дају приоритет партијској лојалности и избегавају отуђење Трампових присталица како би осигурали реизбор, чиме се уздржавају од осуде Трампових поступака.
Обавештајне агенције америчке владе су 6. јануара 2017. закључиле да се руска влада мешала у изборе у Сједињеним Државама против кампање Клинтонове и подршке Трампу. Трамп је као председник више пута одбацио закључке америчких обавештајних агенција.

## Најава
Трамп је формално најавио своју кандидатуру 16. јуна 2015, предизборним скупом и говором у Трамповом торњу у Њујорку. У тренуцима пре свог саопштења, сишао је златним покретним степеницама у Трамповој кули, која је од тада постала метоним за Трампову најаву. У свом говору, Трамп је скренуо пажњу на домаћа питања као што су илегална имиграција, одлазак америчких послова у иностранство, амерички државни дуг и исламски тероризам. Слоган кампање је најављен као " Учинимо Америку поново великом". Трамп је изјавио да ће сам финансирати своју председничку кампању и да ће одбити било какав новац од донатора и лобиста. Ладброукс је понудио изгледе 150/1 да Трамп добије председничку позицију. Кампања је ангажовала компанију за кастинг да обезбеди плаћене глумце да присуствују догађају.
Након објаве, већина медијске пажње фокусирана је на Трампов коментар о илегалној имиграцији: „Када Мексико шаље своје људе, они не шаљу најбоље од себе ... Они шаљу људе који имају много проблема, и доносе те проблеме са собом. Они доносе дрогу. Они доносе криминал. Они су силоватељи. А неки су, претпостављам, добри људи." Коментар је тумачен и пријављен на различите начине. Трампова изјава је била контроверзна и навела је неколико предузећа и организација — укључујући NBC, Macy's,Univision и NASCAR — да прекину везе са Трампом. Реакције других председничких кандидата су биле помешане, при чему су се неки републикански кандидати нису слагали са тоном Трампових примедби, али су подржавали суштинску идеју да је илегална имиграција важно питање кампање, док су други републикански кандидати, заједно са водећим демократским кандидатима, осудили Трампове примедбе и његове политичке ставове као увредљиве или запаљиве.
Након реакције јавности, Трамп је остао при својим коментарима, цитирајући новинске чланке да поткрепи своје тврдње. Трамп је рекао да намерава да његови коментари буду усмерени искључиво на владу Мексика, посебно да користи несигурну границу као средство за пребацивање криминалаца у Сједињене Државе и рекао да нема намеру да се његови коментари односе на саме имигранте.

## Кокуси и примарни избори
Уочи кокуса у Ајови, просеци анкета су показали да је Трамп лидер са вођством од отприлике четири одсто. Тед Круз је био први у пребројавању гласова, испред Трампа. Круза, који је водио снажну кампању међу евангелистичким хришћанима, су подржали црквени пастори који су координирали волонтерску кампању за излазак на гласање. Пре гласања у Ајови, имејл из Крузове кампање лажно је имплицирао да се Бен Карсон спрема да напусти трку, охрабрујући Карсонове присталице да уместо тога гласају за Круза. Трамп је касније на Твитеру објавио: „Многи људи су гласали за Круза уместо Карсона због ове Крузове преваре“, и написао: „Тед Круз није освојио Ајову, он ју је украо“.
После пораза у Ајови, Трамп се опоравио на предизборима у Њу Хемпширу, дошавши на прво место са 35 одсто гласова, што је највећа победа на изборима републиканаца у Њу Хемпширу од 2000. године. Према подацима излазних анкета, Трамп је „упао у дубоку анксиозност међу Републиканцима и независним Републиканцима у Њу Хемпширу“, а најјачи је међу бирачима који су се плашили „илегалних имиграната, почетних економских превирања и претње терористичког напада у Сједињеним Државама“. Трамп је прокоментарисао да је уочи избора његова кампања „научила много о играма на земљи за недељу дана“.
Уследила је још једна широка победа у Јужној Каролини, чиме је додатно ојачао предност међу републиканским кандидатима. Победио је на кокусу у Невади 24. фебруара са убедљивих 45,9 одсто гласова, што је његова највећа победа до сада; Марко Рубио је завршио други са 23,9 одсто.
До маја 2016. Трамп је имао водећу позицију у броју освојених државних такмичења и броју делегата. Након што је Трамп победио на примарним изборима у Индијани, Круз је изашао из трке. Он је Индијану назвао кључном приликом да спречи Трампа да избори номинацију. После Трампове победе у Индијани, председник Републиканског националног комитета Рајнс Прибус, између осталих, назвао је Трампа претпостављеним кандидатом ове странке, иако је приметио да је Трампу и даље потребно више делегата да би добио номинацију.
Након што је постао претпостављени републикански кандидат, Трамп је у вези са републиканским предизборима рекао: „Чули сте ме како говорим да је то намештени систем, али сада то више не говорим јер сам победио. Истина је. Сада ме није брига."

### Резултати
Кандидати на примарним изборима сортирани по броју делегата:
| Кандидат | Кандидат      | Последња функција                                           | Повукао кандидатуру | Бр. делегата | Бр. гласова        | Освојене државе | Лого |
| -------- | ------------- | ----------------------------------------------------------- | ------------------- | ------------ | ------------------ | --------------- | ---- |
|          | Доналд Трамп  | Председник Трамп организације                               | Номинован           | 1.441        | 14.015.993 (44,9%) | 41              |      |
|          | Тед Круз      | Сенатор САД из Тексаса                                      | 3. мај 2016.        | 551          | 7.822.100 (22,3%)  | 11              |      |
|          | Марко Рубио   | Сенатор САД из Флориде                                      | 15. март 2016.      | 173          | 3.515.576 (11,3%)  | 3               |      |
|          | Џон Кејсик    | Гувернер Охаја                                              | 4. мај 2016.        | 161          | 4.290.448 (13,8%)  | 1               |      |
|          | Бен Карсон    | Директор дечје неурохирургије за Дечији центар Џонс Хопкинс | 4. март 2016.       | 9            | 857.039 (2,7%)     | 0               |      |
|          | Џеб Буш       | Гувернер Флориде                                            | 20. фебруар 2016.   | 4            | 286.694 (0,9%)     | 0               |      |
|          | Ренд Пол      | Сенатор САД из Кентакија                                    | 3. фебруар 2016.    | 1            | 66.788 (0,2%)      | 0               |      |
|          | Мајк Хакаби   | Гувернер Арканзаса                                          | 1. фебруар 2016.    | 1            | 51.450 (0,2%)      | 0               |      |
|          | Карли Флорина | Извршни директор Hewlett-Packard-a                          | 10. фебруар 2016.   | 1            | 40.666 (0,1%)      | 0               |      |
| Укупно   | Укупно        | Укупно                                                      | Укупно              | 2.342        | 31.183.841         | 56              |      |
|          |               |                                                             |                     |              |                    |                 |      |

## Избор кандидата за потпредседника
Од почетка до средине јула, разни медији су навелико извештавали да се Трампова ужа листа за његовог избора за потпредседника и потпредседника сузила на гувернера Индијане Мајка Пенса, гувернера Њу Џерсија Криса Кристија и бившег председника Представничког дома Њута Гингрича.
Трамп је 15. јула 2016. званично објавио преко Твитера да је изабрао Пенса за свог потпредседника. Трамп је представио Пенса као свог потпредседника на конференцији за новинаре следећег дана. Пенс је званично прихватио номинацију 20. јула на Републиканској националној конвенцији.
Пенсов авион Боинг 737-700 је 27. октобра 2016. слетео са писте на аеродрому ЛаГвардија у Њујорку током слетања. Међу онима који су били у авиону, међу којима су били и новинари у задњем делу авиона, није било повређених. Као резултат несреће, Пенс је отказао кампању те ноћи, иако је на Твитеру рекао да ће се вратити у кампању следећег дана, 28. октобра.

## Подршке
Las Vegas Review-Journal био први и једини велики лист који је подржао кампању Доналда Трампа. Многи листови наклоњени републиканцима подржали су Клинтонову или позвали читаоце да не гласају за Трампа, док су одбијали да подрже било којег другог кандидата.
Уреднички одбори Houston Chronicle, The Cincinnati Enuirer, The Dallas Morning News и The Arizona Republic, који иначе подржавају републиканске кандидате, подржали су Хилари Клинтон. Лидер синдиката Њу Хемпшира, који је подржавао републиканца на свим изборима у последњих 100 година, подржао је Герија Џонсона. Неколико новинских извештаја, укључујући извештај Криса Цилизе, политичког извештача Вашингтон поста, упоредило је политичку кампању Доналда Трампа из 2016. сa The Waldo Moment, епизодом ТВ серије Црно огледало из 2013; касније, у септембру 2016, писац епизода Чарли Брукер је такође упоредио Трампову кампању са том епизодом и предвидео да ће Трамп победити на изборима 2016. године.
USA Today, који никада није подржао ниједног кандидата у својој 34-годишњој историји, прекинуо је традицију и стао на страну у трци уводником који је Трампа прогласио „неправилним“, описао је његову пословну каријеру као „шарасту“ и назвао га „серијским лажовом” и „неподобним за председника”. Лист, међутим, наводи да „уводник не представља неквалификовану подршку Хилари Клинтон“.
Виктор Орбан, премијер Мађарске, био је први страни лидер који је подржао Трампа пре избора.

### Потпредседници
- 45. потпредседник Дик Чејни (2001–2009)
- 44. потпредседник Ден Квејл (1989–1993)

### Званичници на нивоу савезне владе
- Бивши државни тужилац Џон Ешкрофт
- Бивши секретар образовања Вилијам Бенет
- Бивши секретар пољопривреде Џон Руслинг Блок
- Бивши амбасадор САД при Уједињеним нацијама Џон Болтон
- Бивши секретар рада Елејн Чао
- Бивши државни тужилац Едвин Мис
- Бивши секретар за борачка питања Џим Николсон
- Бивши секретар унутрашњих послова Гејл Нортон
- Бивши секретар за борачка питања Ентони Принципи
- Бивши секретар одбране Доналд Румсфелд
- Бивши секретар трезора Џон Сноу
- Бивши секретар здравља и људске услуге Томи Томпсон
- Бивши секретар унутрашњих послова Џејмс Ват

### Међународне политичке фигуре

#### Шефови држава и влада
- Премијер Камбоџе Хун Сен
- Председник Белорусије Александар Лукашенко
- Председник Русије Владимир Путин
- Премијер Мађарске Виктор Орбан
- Председник Зимбабвеа Роберт Мугабе
- Председник Чешке Милош Земан

#### Партијски лидери
- Владимир Жириновски
- Јануш Корвин-Мике
- Најџел Фараж
- Марин ле Пен
- Михаел Модрикамен
- Матео Салвини
- Карл Хаген
- Жан-Мари ле Пен

#### Из Србије
- Народни посланик и председник Српске радикалне странке Војислав Шешељ[121]

### Остали
- Глумац Чак Норис
- Гувернер Крис Кристи
- Гувернер Мајк Пенс
- Бивши градоначелник Руди Ђулијани
- Сенатор Мич Меконел
- Сенатор Тед Круз
- Сенатор Линдзи Грахам
- Сенатор Марко Рубио
- Сенатор Чак Гресли
- Сенатор Орин Хач
- Сенатор Џон Барасо
- Сенатор Бил Касиди
- Сенатор Џон Корнин
- Сенатор Том Котон
- Сенатор Давид Перду
- Сенатор Ренд Пол
- Сенатор Тим Скот
- Гувернер Грег Абот
- Гувернер Ники Хејли
- Гувернер Рик Скот
- Председник Представничког дома Пол Рајан
- Члан Представничког дома Кевин Макарти
- Бивши члан Представничког дома Мишел Бакман
- Бивши члан Представничког дома Њут Гингрич
- Аутомобилиста Марио Андрети
- Кошаркашки тренер Боб Кнајт
- Атлетичар Кејтлин Џенер
- Голфер Џек Никлаус
- Аутомобилиста Ричард Пети

## 2005Приступ Холивудувидео трака
Вашингтон пост је 7. октобра 2016. објавио видео и пратећи аудио запис, у којем је Трамп непристојно говорио о женама у разговору са Билијем Бушом 2005. док су се спремали да сниме епизоду Приступ Холивуд-а. Трамп је рекао да може да зграби жене "за п**ку" и да се извуче, јер је "звезда". Снимак је наишао на реакцију неверице и гађења медија. Након открића, Трампова кампања се извинила, наводећи да је снимак приватног разговора од пре много година.

## Резултати
Како су резултати објављени у изборној ноћи, 8. новембра 2016, Трамп је победио у више држава за које се предвиђало да ће припасти Клинтоновој. У раним јутарњим сатима 9. новембра, медијски извори прогласили су Трампа за победника председништва, приписавши му 279 гласова електорског колеџа где је било потребно 270 за победу. Клинтонова је затим телефонирала Трампу да призна и честита на победи, након чега је Трамп одржао победнички говор. Његова победа је нашироко описана као „запањујуће узнемирење“, пошто је већина предизборних анкета предвиђала победу Клинтонове.
Од 28. новембра Трампу се приписује 306 електорских гласова у поређењу са 232 за Клинтонову. На народном гласању широм земље, Клинтонова је добила преко 2,8 милиона (2,1%) гласова више од Трампа. Трамп је пети председнички кандидат у историји САД који је победио на изборима, али је изгубио гласове. Ово је највећи губитак гласова у народном гласању за кандидата који је победио на изборима, мада не у процентима. Претходни републиканац који није био на позицији председника, Џорџ В. Буш, држао је рекорд са губитком од 543.895 гласова.
Трампов удео електорских гласова био је 56,9%; у рангу електорских гласова на 54 председничка избора од ратификације Дванаестог амандмана 1804. налази се на 44. месту. Поређења ради, укупан број одлазећег председника Барака Обаме био је 67,8% у 2008. и 61,7% у 2012. години.